# Elènia grossa
L'elènia grossa (Elaenia spectabilis) és una espècie d'ocell de la família dels tirànids (Tyrannidae).

## Hàbitat i distribució
Habita boscos, sobre tot de ribera i matolls de l'est dels Andes al centre, est i sud del Brasil, nord, est i sud-est de Bolívia i nord-oest i nord-est de l'Argentina.